# Seleção Cipriota de Futebol
A Seleção Cipriota de Futebol representa o Chipre nas competições de futebol da FIFA.
Apesar de ser uma das seleções mais modestas da Europa (nunca disputou Copas do Mundo ou Eurocopas), o Chipre segue em estágio de evolução, principalmente após o surpreendente empate em 4-4 contra Portugal, em plena cidade de Guimarães.
Suas partidas como mandante acontecem no GSP Stadium, em Nicósia, a capital do país. Entre 2011 e 2013, foi treinado por Nikos Nioplias, ex-jogador da Grécia e do Panathinaikos, substituído por Pambos Christodoulou.

## Treinadores
| Treinador            | Período na seleção |
| -------------------- | ------------------ |
| Nikos Nioplias       | 2011–presente      |
| Angelos Anastasiadis | 2004–2011          |
| Momčilo Vukotić      | 2001–2004          |
| Stavros Papadopoulos | 1999–2001          |
| Panikos Georgiou     | 1997–1999          |
| Andreas Michaelides  | 1991–1997          |
| Panikos Iakovou      | 1984–1991          |
| Vassil Spasov        | 1982–1984          |
| Kostas Talianos      | 1977–1982          |
| Panikos Krystallis   | 1976–1977          |
| Pambos Avraamidis    | 1972–1976          |
| Sima Milovanov       | 1972               |
| Ray Wood             | 1969–1971          |
| Pambos Avraamidis    | 1968–1969          |
| Argyrios Gavalas     | 1960–1967          |
| Gyula Zsengellér     | 1958–1959          |

### Mais partidas disputadas
| # | Jogador                    | Estreou em | Partidas | Gols | Em atividade pela seleção |
| - | -------------------------- | ---------- | -------- | ---- | ------------------------- |
| 1 | Ioannis Okkas              | 1997       | 106      | 27   | Não                       |
| 2 | Michalis Konstantinou      | 1998       | 86       | 32   | Sim                       |
| 3 | Pambos Pittas              | 1987       | 82       | 7    | Não                       |
| 4 | Nicos Panayiotou           | 1994       | 75       | 0    | Não                       |
| 5 | Constantinos Charalambides | 2003       | 70       | 11   | Sim                       |

## Galeria de imagens

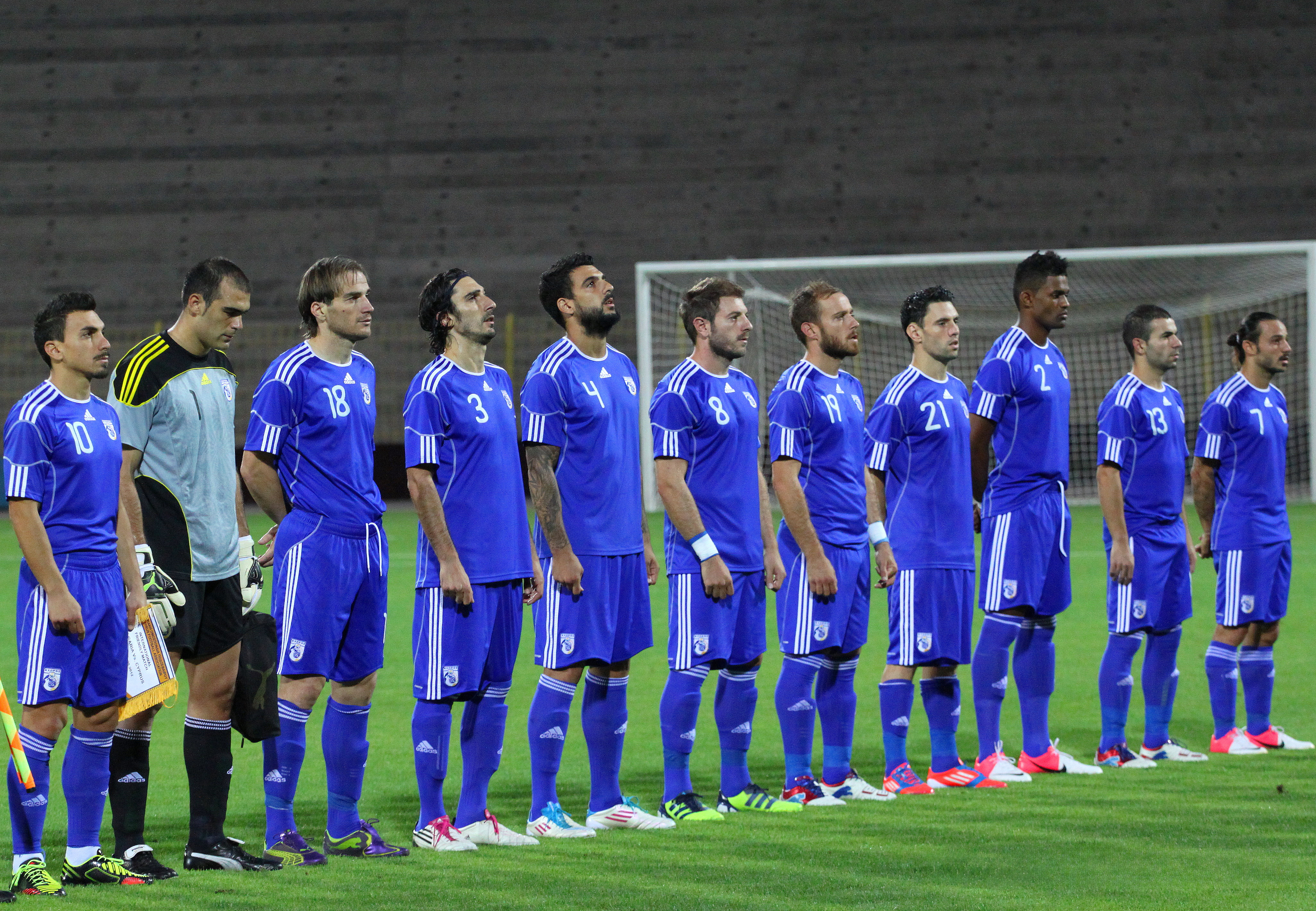
Jogadores do Chipre antes da partida contra a Bulgária, em agosto de 2012,
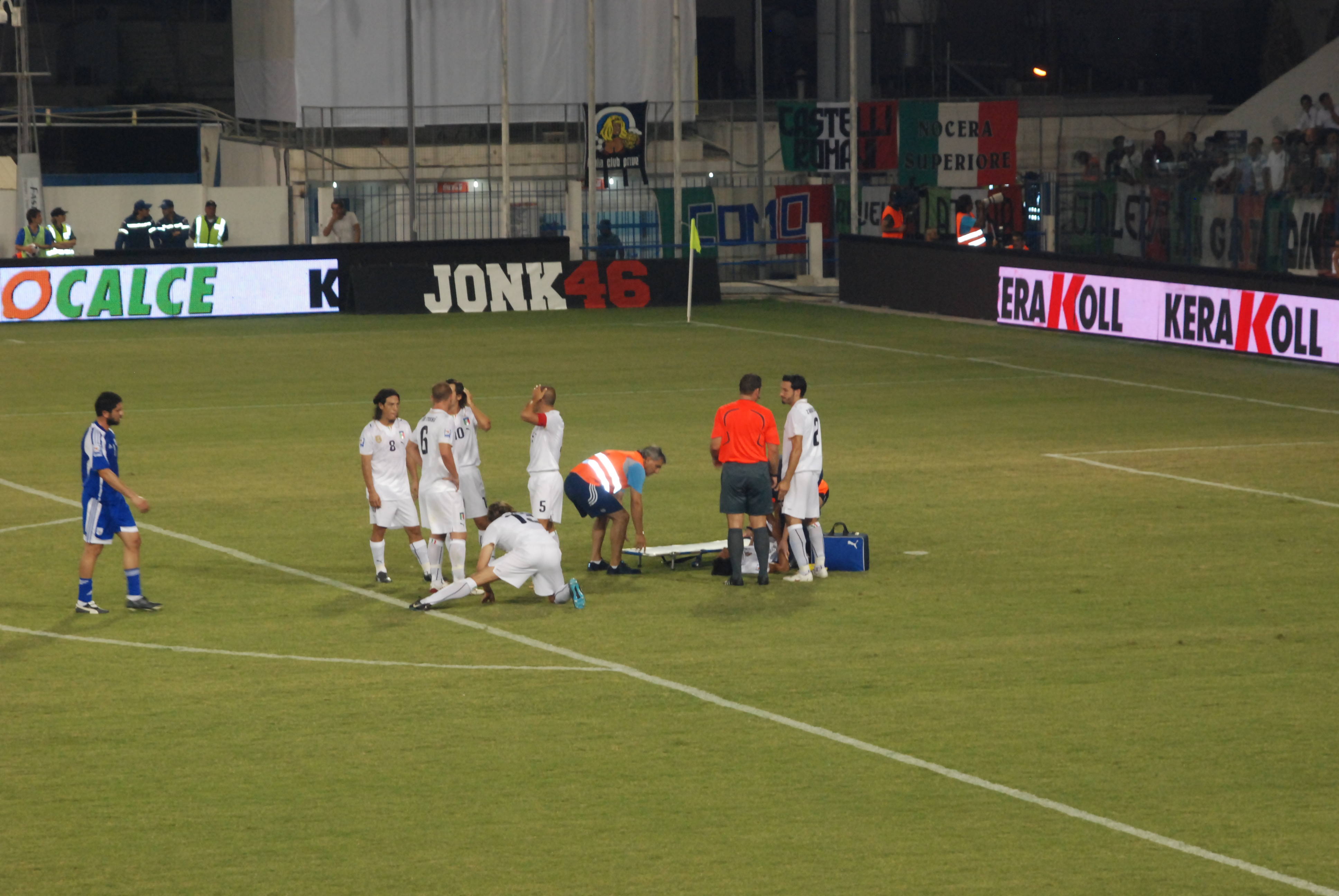
Imagem do jogo entre Chipre e Itália, válido pelas Eliminatórias da Copa de 2010.